# Lex Sempronia agraria
La Lex Sempronia agraria fu un plebiscito proposto dal tribuno della plebe Tiberio Gracco nel 133 a.C. a fini di redistribuzione terriera.

## Proposta e approvazione della legge
Dalla metà del II secolo a.C. le tensioni interne alla società romana acuirono la crisi economica e sociale del ceto contadino. Tra le conseguenze di tale crisi si rintracciava la scomparsa della plebe rurale e una significativa scarsità di cittadini compresi nelle liste di leva. Per questo la legge agraria voleva risolvere due problematiche: da un lato le condizioni di indigenza in cui versavano i cittadini romani che vivevano di stenti e dall'altro la grave crisi demografica che comprometteva il reclutamento dei soldati e quindi la difesa dello Stato. L'unica possibilità concreta di intervento a disposizione del governo romano per cercare di modificare la situazione sociale stava nell'intervenire sulla gestione dell'ager publicus.
Su questi punti Tiberio ha cercato di sviluppare la sua propaganda volta a discorsi basati sulla giustizia sociale che lo stesso Plutarco ci riporta:
(Plutarco, Vita dei Gracchi, 9,4)
Tiberio Gracco, appena eletto tribuno, il 10 dicembre 134 a. C, comunicò l'intenzione di presentare la sua proposta di legge. Convocata l'assemblea, Marco Ottavio pose il veto alla rogatio di Tiberio e la discussione fu quindi rimandata a una nuova assemblea. La nobiltà senatoria, che rappresentava la maggior parte dell'aristocrazia terriera, si schierò contro la proposta di legge, mentre i contadini la sostennero in quanto aspiravano a nuove assegnazioni di terre. Nuovamente M. Ottavio fece ricorso al suo ius intercessionis e questo suscitò delle reazioni avverse tra i fautori della legge.
Infine in una terza riunione dell'assemblea Tiberio, in chiave straordinariamente rivoluzionaria, fece leva sui propri poteri tribunizi e propose al comizio che Ottavio perdesse la potestà tribunizia in quanto aveva agito contro gli interessi del popolo e della res publica. Le tribù votarono compatte per tale tesi e dopo una serie di vicissitudini, Ottavio fu deposto. Si procedette alla sostituzione del tribuno con Q. Mummio e la legge agraria fu approvata. Furono eletti per il triumvirato preposto alla suddivisione delle terre lo stesso Tiberio, il fratello Caio e il suocero Appio Claudio.

## Contenuto
La legge prevedeva che non si potessero possedere più di 500 iugera di terreno pubblico e 250 iugera in più per ogni figlio, in tutto però non più di 1000 iugera come possesso permanente garantito. Tutto l'agro pubblico eccedente le quote predette veniva recuperato dallo stato, che, per mezzo di una commissione di tre membri, lo doveva distribuire parte ai cittadini e parte a confederati italici come concessione ereditaria e inalienabile, in lotti di 30 iugera dietro il corrispettivo di un vectigal. L'inalienabilità dei lotti assegnati fu stabilita per proteggere i contadini dalla prevedibile pressione dei grandi proprietari terrieri per acquistare le terre. La commissione era costituita da impiegati ordinari e permanenti della res publica ed eletti annualmente dall'assemblea popolare; più tardi le fu affidata anche l'importante e difficile mansione di indicare legalmente le terre demaniali e quelle di proprietà privata. Questa legge si riferiva soltanto all'agro italico, non riguardava l'agro Campano in quanto era il territorio più fertile, la parte migliore dell'ager publicus. Lo stato aveva interesse massimo a mantenere per sé l'elevato reddito di queste terre e di impedire che se ne impossessassero occupanti abusivi.
Plutarco sintetizza così le vicende:
(Plutarco, Vita dei Gracchi, 8,1-3)
Tale legge rinnovò modificandole le norme che si attribuiscono alle Leges Liciniae Sextiae del 367 a.C. A differenza di questa legge, la lex Sempronia agraria conteneva la clausola in favore dei possidenti che avevano eredi, in più l'inalienabilità, e soprattutto introduceva la commissione esecutiva permanente con ben definite funzioni, la cui omissione nella vecchia legge ostacolava la sua applicazione pratica.

## Seguiti
La proposta di legge aveva suscitato grande emozione nelle plebi rurali, non soltanto romana ma anche italica, in quanto sembra probabile che alla redistribuzione dell'agro pubblico recuperato fossero ammessi anche gli alleati, oltre ai cittadini romani.
La vivace partecipazione dei latini e degli alleati all'episodio graccano induce, tuttavia, a credere che anche gli alleati fossero ammessi alle assegnazioni di agro pubblico nell'ambito delle loro comunità, anche se non si possiede alcuna certezza. Appiano scrive riguardo a Tiberio:
(Appiano, Guerre Civili, 9,35)
La riforma comportò ingenti spese sia per la creazione di infrastrutture, sia per dotare gli assegnatari delle scorte necessarie per il primo avviamento nella conduzione dei poderi. Inoltre sorsero controversie di ordine legale dal momento che il recupero dell'agro pubblico interessava anche le proprietà degli alleati e le classi elevate italiche e latine si erano avvalse dell'occupazione dell'agro pubblico romano. Quindi gli italici presentarono ricorsi e lamentele e trovarono dei difensori nell'opposizione antigraccana.
Da questo momento nasce chiaramente il problema degli alleati, per ora strettamente collegato al problema agrario, ma che acquisterà nel tempo una sua autonomia.

### Fonti antiche
- Appiano, Guerre civili, 9,35
- Cicerone, De re publica, 3,41
- Plutarco, Vita dei Gracchi, 8,1-3 e 9,4

### Fonti moderne
- Boren H. C., The Gracchi, New York, 1968.
- Carcopino J., The Political Origins of the Agrarian Program, in Problems in European Civilization, Lexington, D. C. Heath and Company, 1970, pp. 41–44.
- De Martino F., Storia della costituzione romana, II, Napoli, Editrice Eugenio Jovene, 1964.
- Fraccaro P., Oratori e orazioni dell'età dei Gracchi, I-II, in SSAC, V, 1912, pp. 317–448.
- Gabba E., Il tentativo dei Gracchi, in Storia romana, II, pp. 671–689, 1990.
- Last H. M., The Need for Agricultural Reform and the Illegality of Octavius' Removal, in Tiberius Gracchus. Destroyer or Reformer of the Republic?, Lexington, D. C. Heath and Company, 1970.
- Mommsen T., Storia di Roma antica, IV, Firenze, Sansoni, 1960.
- Pani M. – Todisco E., Società e istituzioni di Roma antica, Roma, Carocci editore, 2005.
- Pani M. – Todisco E., Storia romana. Dalle origini alla tarda antichità, Roma, Carocci editore, 2008.
- Riddle J., Tiberius Gracchus. Destroyer or Reformer of the Republic?, Lexington, D. C. Heath and Company, 1970.
- Rossi R. F., Dai Gracchi a Silla, in Storia di Roma, IV, 1980, pp. 51–66.
- Giovanni Rotondi, Leges publicae populi Romani. Elenco cronologico con una introduzione sull'attività legislativa dei comizi romani, Milano, Società Editrice Libraria, 1912.